# Guitarfisk
Guitarfisk (Rhinobatidae) er en familie af rokker. Guitarfisk har en aflang, flad kropsform, der kan ligne en haj, men med rokke-lignende vinger. Der er talrige arter, der findes i tropiske, subtropiske og tempererede havområder over hele jorden. I modsætning til de fleste andre rokker er hovedet spidst og guitar-lignende. Guitarfisk er ovovivipare som de fleste rokker, dvs. æggene forbliver i hunnen indtil de klækker og ungerne fødes levende. Guitarfisk er bundlevende og lever af forskellige bunddyr, såsom orme, muslinger og krebsdyr.
- Wikimedia Commons har flere filer relateret til Guitarfisk

| Fisk | Spire Denne artikel om fisk er en spire som bør udbygges. Du er velkommen til at hjælpe Wikipedia ved at udvide den. |